# Diecezja San Pablo
Diecezja San Pablo – diecezja rzymskokatolicka na Filipinach. Powstała 28 listopada 1966 z terenu diecezji Lipa.

## Lista biskupów[1]
- Pedro N. Bantigue (1967-1995)
- Francisco San Diego (1995-2003)
- Leo Drona (2004-2013)
- Buenaventura Famadico (2013-2023)
- Marcelino Antonio Maralit (nominat)